# 佐渡機場
佐渡機場（日语：／ Sado kūkō */?）是位於新潟縣佐渡市（佐渡島）。根據日本空港整備法被分成第三種機場。

## 航空管制
| 種類   | 頻率      | 使用時間(JST) |
| REMOTE | 118.15MHz | 8:45-17:15    |

## 航空公司與航點
目前無定期航班，2014年3月31日之前曾開行往來新潟機場的定期航班。

## 如何前往
- 在兩津港乘出租車要約10分鐘。

## 外部連結
- 新潟縣廳（页面存档备份，存于）（日語）